# Edgar Geissner

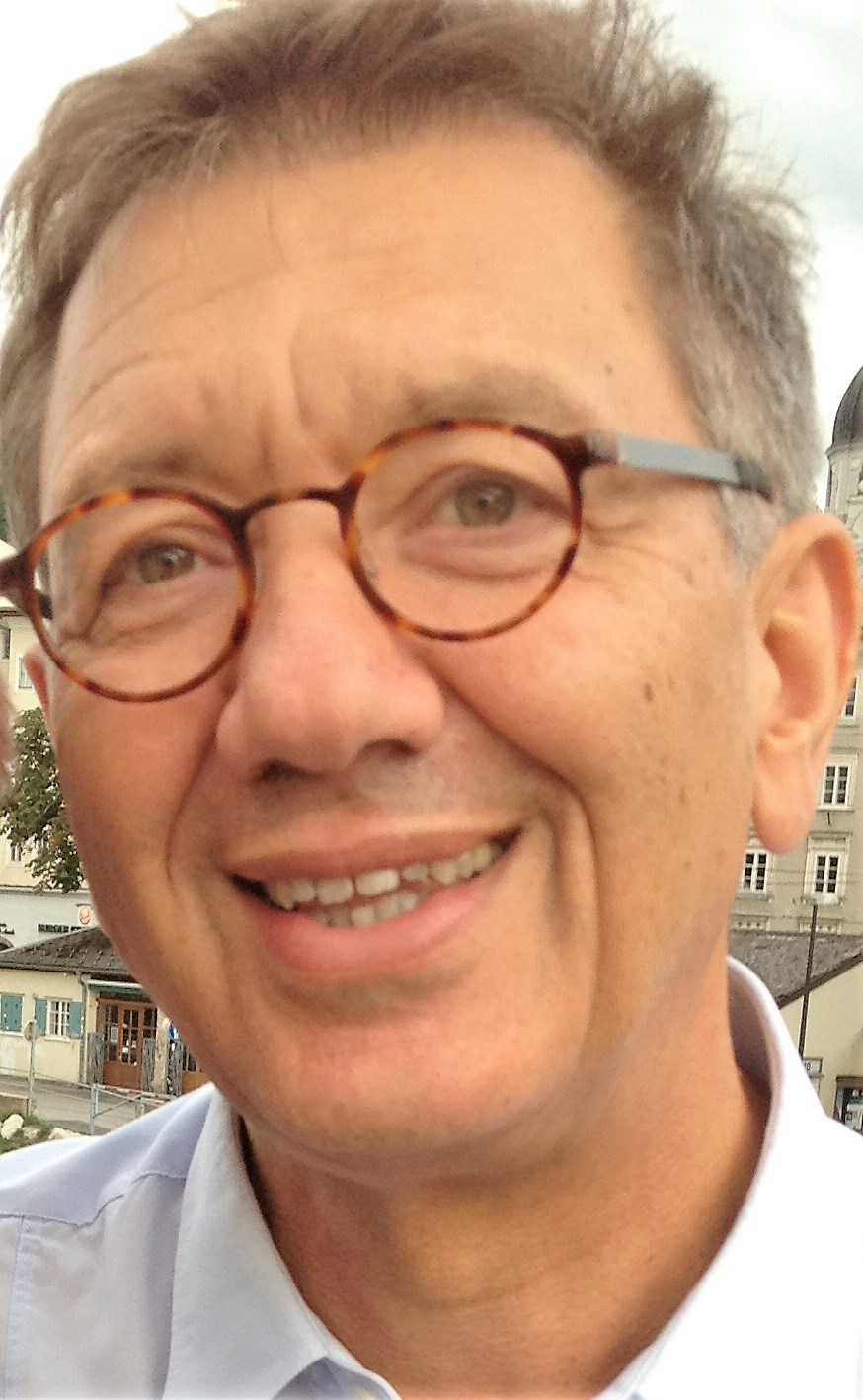
Edgar Geissner (2013)

Edgar Geissner (* 5. Juli 1952 in Frankfurt am Main) ist ein deutscher Psychologe, Psychotherapeut und Hochschullehrer.

## Leben
Nach dem Abitur 1971 an der Liebigschule Frankfurt studierte Edgar Geissner zunächst Erziehungswissenschaften und Soziologie an der Johann-Wolfgang-Goethe-Universität Frankfurt (Vordiplom / B.A. 1974). Er war in verschiedenen pädagogischen Feldern und Einrichtungen aktiv, in einer davon 16 Monate Zivildienst (1972/1973). 1975 wechselte er an die Universität Trier und in das Fach Psychologie, welches er 1981 mit einer grundlagenpsychologischen Arbeit zum Thema Angst und dem Grad Diplompsychologe (heutige Bezeichnung M.Sc. Psychologie) abschloss. Seit 1979 war er dort in klinisch- und entwicklungspsychologischen Forschungsprojekten beschäftigt, danach 1982 bis 1988 wissenschaftlicher Mitarbeiter am Lehrstuhl Klinische Psychologie, Promotion (Dr. rer. nat.). Seine Dissertationsschrift Schmerzerleben, Schmerzverarbeitung und psychische Beeinträchtigung wurde als Buch veröffentlicht. 1988 bis 1991 hatte er eine Position als Psychologe in der Testentwicklung und -beratung bei der Beltz Test Gesellschaft Weinheim (heute zu Hogrefe Test, Göttingen gehörend) inne; 1991 bis 1994 als Leitender Diplompsychologe an der Psychosomatischen Klinik Roseneck in Prien am Chiemsee. 1993 erhielt er den Ruf auf eine Professur für Psychologie an der Katholischen Hochschule Nordrhein-Westfalen, Standort Münster (FB Soz.-Päd.), den er 1994 antrat. Parallel hierzu wurde er 1997 am Fachbereich Psychologie der Universität Münster habilitiert und wirkte als Privatdozent für klinische Psychologie. Die (W 3-analoge) Professur im Sozialwesen kündigte er 2000, um ein Rückkehrangebot der Klinik Roseneck anzunehmen. Hier amtierte er erneut als Leitender Diplompsychologe, zugleich als Mitglied des medizinisch-therapeutischen Leitungsteams der Klinik (2001 – 2018). 2001 habilitierte er sich darüber hinaus von der Universität Münster an das Department Psychologie der Ludwig-Maximilians-Universität München um, erhielt die Lehrbefugnis für Psychologie und wurde 2003 zum Universitätsprofessor ernannt. Neben seinen Leitungsfunktionen in der Klinik nahm er an der Universität Aufgaben in Lehre und Forschung wahr. Seit 2018 ist Geissner freiberuflich als Dozent, Supervisor und wissenschaftlicher Autor tätig. 

## Wirken
Geissner ist Autor und Herausgeber von ca. 200 Fachpublikationen (s. Research Gate) aus den Bereichen Klinische Psychologie und Psychologische Diagnostik/Differentielle Psychologie. Seine inhaltlichen Gebiete sind/waren u. a. Angst, Essstörungen, Schmerz, komplexe Trauer, Zwangserkrankungen; ferner fachmethodisch Diagnostik und Evaluation sowie Supervision. 
Als Experte für Test- und Fragebogenentwicklung publizierte er zwei große manualgestützte diagnostische Verfahren für chronische Schmerzen, die „Schmerzempfindungsskala-SES“ und den „Fragebogen zur Erfassung der Schmerzverarbeitung-FESV“, die in Diagnostik und Therapie-Outcome bei Schmerzpatienten deutschsprachiger Standard sind, daneben in Co-Autorenschaft acht weitere psychologische Messinstrumente. Im Einzelnen sind dies ein neuropsychologischer Test zur Erfassung von Neglect, ein diagnostisches Verfahren für die Angstbehandlung, ein Verfahren zur Erfassung von Hypochondrie, zwei Verfahren im Bereich Zwangserkrankungen, die deutsche Version des Children of Alcoholics Screening Test-CAST, das Inventory of Complicated Grief-ICG (deutsche Version) und die Skala Dysfunktionaler Einstellungen-DAS 18 für die Depressionsbehandlung.
Differentialpsychologisch untersuchte er zum einen die Wirksamkeit von Psychotherapieansätzen im Vergleich. Zum anderen isolierte er – neben spezifischen, auf die Therapiemethode zurückgehende – auch sogenannte unspezifische Faktoren, die sich auf das Ergebnis einer Therapie auswirken können. Diesen Analysen gemäß tragen allein Änderungs- und Handlungsmotivation sowie ausdauernde Zielverfolgung mit mehr als einem Drittel zu einem positiven (respektive bei niedriger Ausprägung zu einem geringeren) Behandlungserfolg bei, unabhängig vom Therapieverfahren selbst. 
In neueren Arbeiten beschäftigt sich Geissner mit Evaluationsmethodik. Zur Outcomebestimmung von Psychotherapie plädiert er - störungs- und erkrankungsbezogen - für den Einsatz spezifischer, hierfür geeigneter Messverfahren; er stellt diese vor und erläutert Auswerteprozeduren sowie Regeln zur Beurteilung der erhaltenen Werte. Sein Augenmerk gilt der Versorgungspraxis, aber auch der sachgerechten Durchführung empirischer Studien. Eine umfassende Darstellung liefert das gemeinsam mit Stefan Koch und Manfred Schmitt verfasste Handbuch „Psychotherapieerfolg messen und beurteilen“.
Geissner ist approbierter und bei der kassenärztlichen Vereinigung eingetragener Psychologischer Psychotherapeut. Als behördlich anerkannter Supervisor wirkt er an mehreren postgradualen Aus- und Weiterbildungsinstituten für Psychotherapie.

## Auszeichnungen / Engagement
Von 2011 bis 2018 wurde Geissner in der jährlichen Focus-Liste „Top-Mediziner: Deutschlands renommierte Ärzteliste“ im Fachgebiet Psychotherapie geführt.
2016 erhielt er (mit Arbeitsgruppe) den Forschungspreis der Deutschen Gesellschaft für Soziale Psychiatrie DGSP.
Geissner ist im wissenschaftlichen Beirat und Gutachter für nationale und internationale Fachzeitschriften.

## Mitgliedschaften (Auswahl)
- Association for Psychological Science (APS)
- Deutsche Gesellschaft für Psychologie (DGPs)
- Psychotherapeutenkammer

## Publikationen (Auswahl)
- Mit G. Jungnitsch (Hrsg.): Psychologie des Schmerzes. Psychologie Verlags Union, Weinheim 1992, ISBN 3-621-27125-2.
- Mit J. Kagelmann (Hrsg.): Magersucht und Bulimie. (= Themenheft Zeitschrift Psychomed). Jg. 6, Heft 3, Quintessenz, München 1994. ISSN 0935-2937.
- Die Schmerzempfindungs-Skala SES – Manual und Testmappe. Hogrefe – Verlag für Psychologie, Göttingen 1996, ISBN 3-8017-0972-8.
- Mit M. Fels: Neglect-Test NET. Ein Verfahren zur Erfassung visueller Neglectphänomene – Manual und Testmaterial. Hogrefe, Göttingen 1996.
- Mit B. Kröner-Herwig, C. Franz (Hrsg.): Praxisfeld Schmerztherapie. Psychologische Behandlung chronischer Schmerzsyndrome. Thieme, Stuttgart 1999, ISBN 3-13-117261-4.
- Mit H. Flor (Hrsg.): Klinisch-psychologische Schmerzforschung. (= Themenheft Zeitschrift für Klinische Psychologie und Psychotherapie). Jg. 28, Heft 4. Hogrefe, Göttingen, 1999. ISSN 0084-5345
- Schmerzverarbeitung – Manual zum FESV. Fragebogen zur Erfassung der Schmerzverarbeitung. Hogrefe, Göttingen 2001, ISBN 3-8017-1486-1.
- Risikofaktoren und Präventionsmaßnahmen bei Essstörungen. (= Themenheft Zeitschrift für Gesundheitspsychologie). Jg. 13, Heft 2. Hogrefe, Göttingen 2005. ISSN 0943-8149.
- Mit R. Rosner, G. Pfoh et al: Anhaltende Trauerstörung – Manuale für die Einzel- und Gruppentherapie. Hogrefe, Göttingen 2015, ISBN 978-3-8017-2435-1.
- Mit A. Hütteroth: Beck Anxiety Inventory deutsch – ein reliables, valides und praxisgeeignetes Instrument zur Messung klinischer Angst. In: Psychosomatik, Psychotherapie und medizinische Psychologie, Jg. 68, Heft 3, 2018, S. 118–125. ISSN 0937-2032.
- Mit M. Schmitt: Fug und Unfug in der Auswertung von Psychotherapien – Tipps und Empfehlungen für die Praxis. In: Verhaltenstherapie und Psychosoziale Praxis, Jg. 55, Heft 1, 2023, S. 95–108, ISSN 0721-7234.
- Mit M. Schmitt, S. Koch: Psychotherapieerfolg messen und beurteilen – ein Handbuch. Kohlhammer, Stuttgart 2025, ISBN 978-3-17-042771-6.